# Cristiano Ficco
Cristiano Giuseppe Ficco (San Vito al Tagliamento, 5 de  abril de 2001) es un deportista italiano que compite en halterofilia. Ganó una medalla de bronce en el Campeonato Europeo de Halterofilia de 2023, en la categoría de 96 kg.

## Palmarés internacional
| Campeonato Europeo | Campeonato Europeo | Campeonato Europeo | Campeonato Europeo |
| Año                | Lugar              | Medalla            | Categoría          |
| ------------------ | ------------------ | ------------------ | ------------------ |
| 2023               | Ereván (Armenia)   | Medalla de bronce  | 96 kg              |